# Рейнс, Элла
Элла Рейнс (англ. Ella Raines, урождённая Элла Уоллейс Райбс (англ. Ella Wallace Raubes); 6 августа 1920 — 30 мая 1988) — американская актриса.

## Биография
Элла Рейнс родилась в штате Вашингтон. Драматическое искусство она изучала в Вашингтонском университете, после чего состоялся её театральный дебют. Вскоре начинающую актрису заметил знаменитый продюсер и режиссёр Говард Хоукс, и Рейнс первой из актёров подписала контракт с его новой киностудией «BH Productions». В 1943 году состоялся её кинодебют в фильме Хоукса «Корвет K-225», после чего её карьера пошла в гору. В последующие годы Рейнс приобрела достаточную популярность, благодаря своим ролям в фильмах «Леди-призрак» (1944), «В седле» (1944), «Подозреваемый» (1944), «Паутина» (1947), «Грубая сила» (1947) и «Удар» (1949). На волне своего успеха актриса дважды появлялась на обложке журнала Life — в 1944 и 1947 году.
К концу 1940-х годов популярность Рейнс на большом экране пошла на спад, и в начале 1950-х годов актриса ушла на телевидение. В 1957 году после нескольких ролей в телесериалах Элла Ренйс завершила свою актёрскую карьеру, появившись после этого на экранах всего раз — в 1984 году в криминальной теледраме «Мэтт Хьюстон».
Актриса дважды была замужем. Её вторым супругом был бригадный генерал Военно-воздушных сил США, лётчик-ас Второй мировой войны Робин Олдс, от которого она родила двух дочерей. Их брак продлился с 1947 года до развода в 1976 году. Элла Рейнс умерла от рака в калифорнийском городе Шерман-Оукс в 1988 году. Актриса удостоена двух звёзд на голливудской «Аллее славы» за вклад в кино и телевидение США.

## Фильмография
| Год       |   | Русское название                     | Оригинальное название             | Роль                       |
| --------- | - | ------------------------------------ | --------------------------------- | -------------------------- |
| 1943      | ф | Корвет K-225                         | Corvette K-225                    | Джойс Картрайт             |
| 1943      | ф | Всем смерть!                         | Cry «Havoc»                       | Конни                      |
| 1944      | ф | Леди-призрак                         | Phantom Lady                      | Кэрол Ричман               |
| 1944      | ф | Слава герою-победителю               | Hail the Conquering Hero          | Либби                      |
| 1944      | ф | В седле                              | Tall in the Saddle                | Арлета «Арли» Харолдей     |
| 1944      | ф | —                                    | Enter Arsène Lupin                | Стейси Канарес             |
| 1944      | ф | Подозреваемый                        | The Suspect                       | Мэри                       |
| 1945      | ф | Странное дело дяди Гарри             | The Strange Affair of Uncle Harry | Дебора Браун               |
| 1946      | ф | —                                    | The Runaround                     | Пенелопа «Анабель» Хэмптон |
| 1946      | ф | Белый галстук и фрак                 | White Tie and Tails               | Луиз Брэдфорд              |
| 1947      | ф | С незапамятных времён                | Time Out of Mind                  | Кларисса «Рисса» Форчун    |
| 1947      | ф | Паутина                              | The Web                           | Ноэль Фарадей              |
| 1947      | ф | Грубая сила                          | Brute Force                       | Кора Листер                |
| 1947      | ф | Сенатор был несдержан                | The Senator Was Indiscreet        | Поппи Макнотон             |
| 1949      | ф | —                                    | The Walking Hills                 | Крис Джексон               |
| 1949      | ф | Удар                                 | Impact                            | Марша Питерс               |
| 1949      | ф | Опасная профессия                    | A Dangerous Profession            | Люси Брэкетт               |
| 1950      | ф | Пение пистолетов                     | Singing Guns                      | Нэн Морган                 |
| 1950      | с | Роберт Монтгомери представляет       | Robert Montgomery Presents        | Кэрол Ричман               |
| 1950      | с | —                                    | Lights Out                        | н/д                        |
| 1950      | с | Пулитцеровский театр                 | Pulitzer Prize Playhouse          | Эсси                       |
| 1950      | ф | Второе лицо                          | The Second Face                   | Филлис Холмс               |
| 1951      | ф | —                                    | Fighting Coast Guard              | Луиз Райан                 |
| 1952      | ф | —                                    | Ride the Man Down                 | Селия Эвартс               |
| 1954—1955 | с | —                                    | Janet Dean, Registered Nurse      | Джанет Дин                 |
| 1956      | ф | —                                    | The Man in the Road               | Рона Эллисон               |
| 1956      | с | Дуглас Фэрбенкс-младший представляет | Douglas Fairbanks, Jr., Presents  | Клэр Калверт / Бет         |
| 1984      | с | Мэтт Хьюстон                         | Matt Houston                      | Дороти Прескотт            |